# Janine Lindemulder

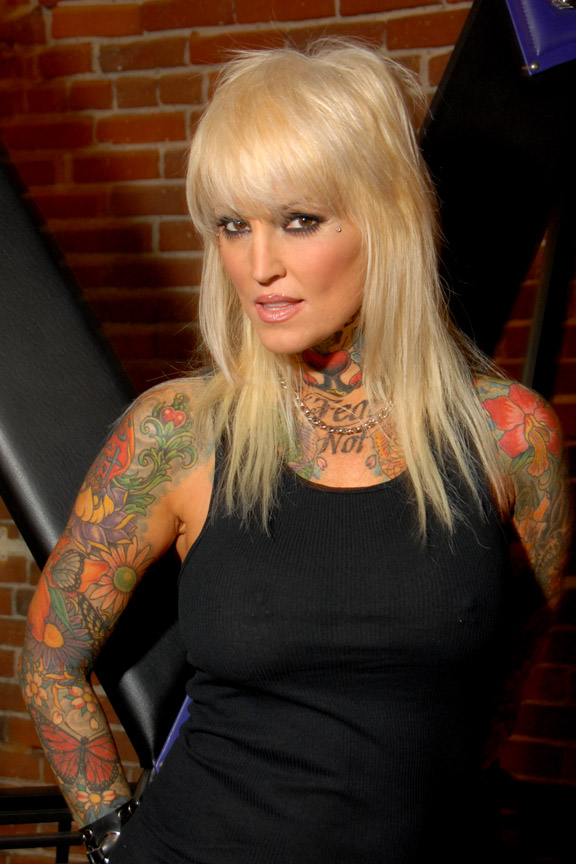
Janine Lindemulder (2010)

Janine Marie Lindemulder (* 14. November 1968 in La Mirada, Kalifornien) ist eine US-amerikanische Schauspielerin, die vor allem im Pornogenre tätig war.

## Leben
Janine Lindemulder ist eine Cousine der Pornodarstellerin, Regisseurin und Produzentin Kelly Madison. Sie startete zunächst eine Karriere im normalen Filmgeschäft und spielte ihre erste Rolle 1988 neben Ernest Borgnine und Linda Blair in dem italienischen Film Bersaglio sull'autostrada. Sie trat außerdem in den Filmen Spring Break USA, The Price of Desire und Caged Fury auf.
1987 modelte sie für das Penthouse-Magazin und wurde „Pet of the Month“. In der Folgezeit war sie auch Model für Bodypainting: im März 1991 als „Robo-Pet“. Sie drehte 1992 ihren ersten Pornofilm Verborgene Leidenschaft (Hidden Obsessions, Regie Andrew Blake), der aufgrund seiner besonderen Wirkung in der Branche in Fachkreisen mittlerweile als Klassiker gilt. Sie wurde dafür bekannt, dass sie ausschließlich mit weiblichen Darstellern drehte, so u. a. in mehreren Folgen der Filmreihe Where the Boys aren’t, die dem Genre der Lesben-Filme zuzuordnen ist.
Zusammen mit ihrer Kollegin Julia Ann trat sie in Stripclubs als Duo „Blondage“ auf. 1999 verließ Janine Lindemulder vorübergehend das Pornogeschäft. Sie war eine Zeit lang mit dem Rockmusiker Vince Neil der Band Mötley Crüe zusammen und trat in dessen Musikvideo Sister Of Pain auf. Ein privates Video, auf dem die beiden Sex miteinander hatten, wurde ihnen gestohlen und später legal unter dem Titel Janine & Vince Neil zum Kauf angeboten.
Später heiratete Lindemulder Jesse James, den Moderator der Sendung Monster Garage, mit dem sie auch eine Tochter hat. James verließ Lindemulder wegen einer Beziehung mit der US-Schauspielerin Sandra Bullock. Im Jahr 1999 war sie als Krankenschwester in den Musikvideos What’s My Age Again? und Man Overboard von Blink-182 und auch auf deren Cover für das Album Enema of the State zu sehen.
Lindemulder kehrte wieder ins Pornogeschäft zurück und war zunächst bei Vivid Video unter Vertrag. 2004 drehte sie ihren ersten Film mit einem männlichen Darsteller (Maneater). Nachdem sie acht Filme für Vivid gedreht hatte, unterzeichnete sie im März 2005 einen Vertrag mit Digital Playground, für die sie den ambitionierten Porno-Spielfilm Pirates drehte. Im November 2005 verkündete sie im Forum ihrer offiziellen Webseite erneut, von nun an keine Pornos mehr zu drehen. Im Jahr 2007 erschien der bereits 2004 produzierte Film Janine loves Jenna mit Jenna Jameson.
Zwischen 1996 und 2001 war Lindemulder sechsmal in die Fernsehshow von Howard Stern eingeladen. 2002 wurde sie für ihre besonderen Verdienste in der Pornoindustrie in die Hall of Fame von Adult Video News aufgenommen. In dieser sind Darsteller, Regisseure, Kamerateams etc. aufgelistet, die über einen Zeitraum von zehn Jahren in der Branche erfolgreich aktiv waren.
Im Oktober 2008 wurde Janine Lindemulder wegen Steuerhinterziehung zu einer Gefängnisstrafe von sechs Monaten verurteilt, die sie Anfang März 2009 antrat. Auf ihrer Internetseite berichtete sie über ihre Gefühle und Erlebnisse im Gefängnis.

## Auszeichnungen

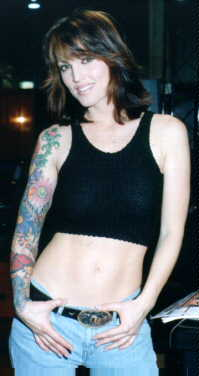
Janine Lindemulder

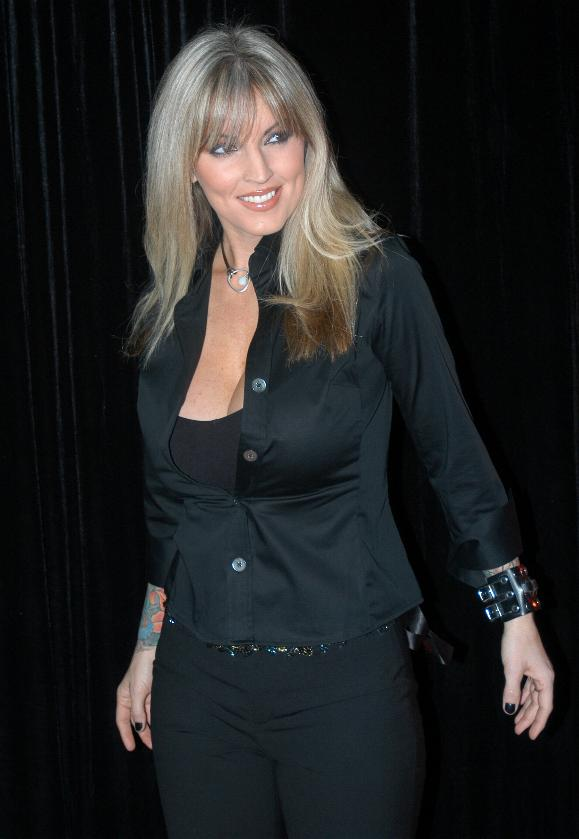
Janine Lindemulder (2005)

- 1994: XRCO Award: „Best Girl-Girl Scene“ (Hidden Obsessions)
- 1997: AVN Award: „Best Tease Performance“ (Extreme Close-Up)
- 2000: AVN Award: „Best All-Girl Scene, Film“ (zusammen mit Julia Ann) für Seven Deadly Sins[4]
- 2000: AVN Award: „Best Supporting Actress“ für Seven Deadly Sins[4]
- 2003: AVN Award: „Best Interactive DVD“ (Virtual Sex with Janine)
- 2006: AVN Award: „Best Actress - Video“ (Pirates)[5]
- 2007: AVN Award: „Best Sex Scene Coupling – Film“ (Emperor) mit Manuel Ferrara
- 2006: XRCO Award: „MILF of the year“
- 2002: AVN Hall of Fame
- 2007: XRCO Hall of Fame
- 2015: Inked Award: Hall of Fame[6]

## Filmografie (Auswahl)
- 1988: Bersaglio sull’autostrada
- 1989: Lauderdale
- 1990: Bestien hinter Gittern (Caged Fury)
- 1992: Verborgene Leidenschaft (Hidden Obsessions) – Regie: Andrew Blake
- 1993: Blonde Justice
- 1993: Blonde Justice: Part 2
- 1994: Lady in Waiting
- 1994: Die Männerfalle (Killer Looks)
- 1994: Blonde Justice 3 – Regie: Bud Lee
- 1994: Blondage
- 1995–2000: Where The Boys Aren’t: Folgen 6, 7, 8, 9, 10, 11, 12, 13
- 1996: Body Language
- 1996: Janine: Extreme Close-Up
- 1997: Private Parts
- 1997: The Price of Desire
- 1999: Die sieben Sex-Sünden (Seven Deadly Sins) – Regie: Robyn Dyer
- 1999: Speedway – Heiße Kurven (Speedway)
- 1999: Karriere ohne Tabus (Amnesiac)
- 1999: Blink-182: What’s My Age Again? (Musikvideo)
- 2002: Virtual Sex with … Janine
- 2004: Maneater – Regie: Paul Thomas
- 2005: The Villa – Regie: Paul Thomas
- 2005: Pirates – Regie: Joone
- 2006: Emperor (2006) – Regie: Paul Thomas
- 2007: Janine loves Jenna – Regie: Justin Sterling
- 2010: Hot and Mean
- 2017: After Porn Ends 2